# (35477) 1998 ER10
1998 ER10 (asteroide 35477) é um asteroide da cintura principal. Possui uma excentricidade de 0.23935990 e uma inclinação de 3.70445º.
Este asteroide foi descoberto no dia 1 de março de 1998 por Eric Walter Elst em La Silla.